# Kuala Kilan
Kuala Kilan is een bestuurslaag in het regentschap Indragiri Hulu van de provincie Riau, Indonesië. Kuala Kilan telt 1077 inwoners (volkstelling 2010).